# Francie Larrieu Smith
Francie Larrieu Smith (geb. Francis Ann Larrieu; * 23. November 1952 in Palo Alto) ist eine ehemalige US-amerikanische Mittel- und Langstreckenläuferin. Sie war die erste US-Sportlerin, die sich fünfmal für die Olympischen Spiele qualifizierte.
Als 13-Jährige fing sie mit dem Laufsport an und gewann 1970 über 1500 Meter ihren ersten nationalen Meistertitel. Bei den Olympischen Spielen 1972 schied sie über dieselbe Distanz im Halbfinale aus. Im Jahr darauf kam sie bei den Crosslauf-Weltmeisterschaften in Waregem auf den 16. Platz und gewann mit der US-Mannschaft Bronze.
1975 stellte sie am 3. März mit 4:28,5 min einen Hallenweltrekord im Meilenlauf auf. Bei den Olympischen Spielen 1976 kam sie zwar über 1500 Meter erneut nicht über die Vorrunde hinaus, dafür wurde sie im Jahr darauf beim Leichtathletik-Weltcup 1977 in Düsseldorf Zweite über dieselbe Distanz. Beim Leichtathletik-Weltcup 1979 in Montreal wurde sie jeweils Dritte über 1500 und 3000 Meter.
1980 qualifizierte sie sich erneut über die 1500 Meter für die Olympischen Spiele in Moskau, konnte aber wegen des US-Boykotts nicht starten. Vier Jahre später musste sie aussetzen, weil sie im US-Ausscheidungskampf über 3000 Meter nur Fünfte geworden war. Fortan startete sie über längere Distanzen und bei Straßenläufen.
1985 gewann sie den Freihofer’s Run for Women (zusammen mit Betty Springs-Geiger) und den New York Mini 10K, und 1986 wurde sie Zweite beim Houston-Marathon. Bei den Leichtathletik-Weltmeisterschaften 1987 in Rom kam sie über 10.000 Meter auf den 15. Platz, und im Jahr darauf wurde sie über dieselbe Distanz Fünfte bei den Olympischen Spielen in Seoul.
Nach einem zweiten Platz beim Columbus-Marathon 1988 blieb sie beim London-Marathon 1990 und 1991 jeweils als Zweite unter 2:30 Stunden. Bei den Weltmeisterschaften 1991 in Tokio erreichte sie über 10.000 Meter nicht das Ziel.
1992 fungierte der Houston-Marathon bei den Frauen als US-Ausscheidungsrennen für die Olympischen Spiele in Barcelona. Francie Larrieu Smith sicherte sich als Dritte einen der Startplätze. Bei der Eröffnungsfeier wurde sie zur Fahnenträgerin des US-Teams bestimmt, und beim olympischen Marathon lief sie als Zwölfte ein.
Siebenmal wurde sie nationale Meisterin über 1500 Meter bzw. eine Meile (1970, 1972, 1973, 1976, 1977, 1979, 1980), zweimal über 3000 Meter (1979, 1982), zweimal im Crosslauf (1972, 1973) und je einmal über 10.000 Meter und im 10-km-Straßenlauf (jeweils 1985). In der Halle sicherte sie sich viermal über 1500 Meter (1975, 1977–1979) und zweimal über 3000 Meter (1977, 1981) den US-Titel.
Francie Larrieu Smith ist 1,65 m groß und wog in ihrer aktiven Zeit 48 kg. Ihr älterer Bruder Ron Larrieu startete 194 bei den Olympischen Spielen über 10.000 Meter. Ihre Ehe mit dem US-amerikanischen Sprinter Mark Lutz wurde 1978 nach zwei Jahren geschieden. Seit 1980 ist sie mit Jimmy C. Smith verheiratet, einem Professor für Sportwissenschaft an der Southwestern University in Georgetown (Texas), für die sie seit 1999 als Trainerin tätig ist.

## Persönliche Bestzeiten
- 800 m: 2:00,22 min, 20. August 1976, Berlin
- 1000 m: 2:38,2 min, 12. Juli 1976, Montreal
  - Halle: 2:40,2 min, 18. Januar 1975, Los Angeles (ehemaliger Weltrekord)
- 1500 m: 4:05,09 min, 6. August 1976, College Park
  - Halle: 4:09,8 min, 3. März 1975, Richmond (Zwischenzeit, ehemaliger Weltrekord)
- 1 Meile: 4:27,52 min, 30. Juni 1979, Philadelphia
  - Halle: 4:28,5 min, 3. März 1975, Richmond (ehemaliger Weltrekord)
- 2000 m: 5:47,5 min, 14. Juli 1976, Montreal (ehemaliger Weltrekord)
- 3000 m: 8:50,54 min, 25. Mai 1985, San José
  - Halle: 9:02,4 min, 17. Februar 1974, San Diego (Zwischenzeit, ehemaliger Weltrekord)
- 2 Meilen: 9:44,2 min, 1. August 1972, San José (ehemalige Weltbestzeit)
  - Halle: 9:38,1 min, 27. Februar 1981, New York City
- 5000 m: 15:15,2 min, 2. Juli 1988, Eugene
- 10.000 m: 31:28,92 min, 4. April 1991, Austin
- 10-km-Straßenlauf: 31:49 min, 4. Juli 1992, Atlanta
- Marathon: 2:27,35 min, 21. April 1991, London